# Roberto Baldassari
Roberto Baldassari (Milano, 19 febbraio 1938) è un politico italiano.